# Giuseppe Belli

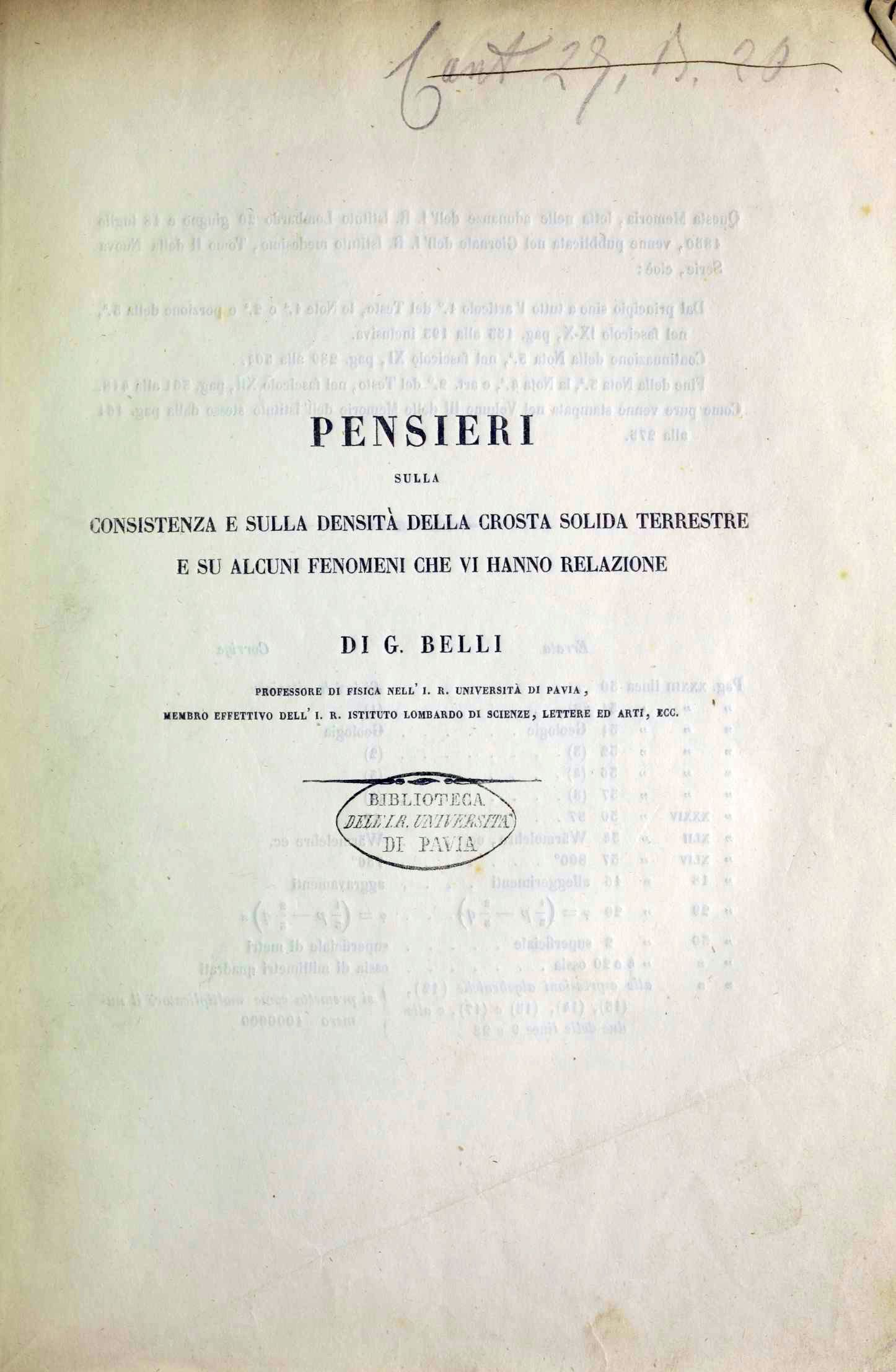
Pensieri sulla consistenza e sulla densità della crosta solida terrestre e su alcuni fenomeni che vi hanno relazione, 1856

Giuseppe Belli (Calasca, 25 novembre 1791 – Pavia, 1860) è stato un fisico e matematico italiano.

## Biografia
Spostatosi con la famiglia a Pavia nel 1802, vi concluse gli studi universitari in matematica e filosofia fino alla laurea nel 1812. Dal 1821 fu professore di liceo a Milano, dal 1840 titolare della cattedra di fisica sperimentale a Padova e dal 1843 ottenne infine la cattedra di Fisica all'Università di Pavia.
Fu uno strenuo difensore dell'elaborazione teorica in fisica fondata su sistemi matematici e dell'osservazione puntigliosa dei fenomeni con una sperimentazione scrupolosa. Era invece contrario all'elaborazione di teorie non ancora provate. In questo senso la sua opera si rivolse soprattutto al miglioramento e all'invenzione degli strumenti scientifici (motore magneto-elettrico e macchina elettrostatica a induzione) e delle metodologie da utilizzare negli esperimenti. Preferì l'utilizzo del calcolo algebrico piuttosto che del calcolo infinitesimale (che non aveva ancora sviluppato fino alla metà del XIX secolo le sue fondamenta logiche).
Si interessò di attrazione molecolare e di fenomeni calorifici. Assai importanti i suoi studi elettrologici, tra cui la prima dimostrazione elementare della distribuzione dell'elettricità nei conduttori. Si dedicò inoltre allo studio di numerosi fenomeni geofisici, termologici e meteorologici. Intraprese dal 1826 anche la redazione di un testo di fisica per le scuole secondarie, che non poté però portare a termine e di cui uscirono solo tre dei cinque volumi previsti. Il Museo per la storia dell'Università di Pavia raccoglie alcuni strumenti scientifici appartenuti o creati da Giuseppe Belli.

## Opere

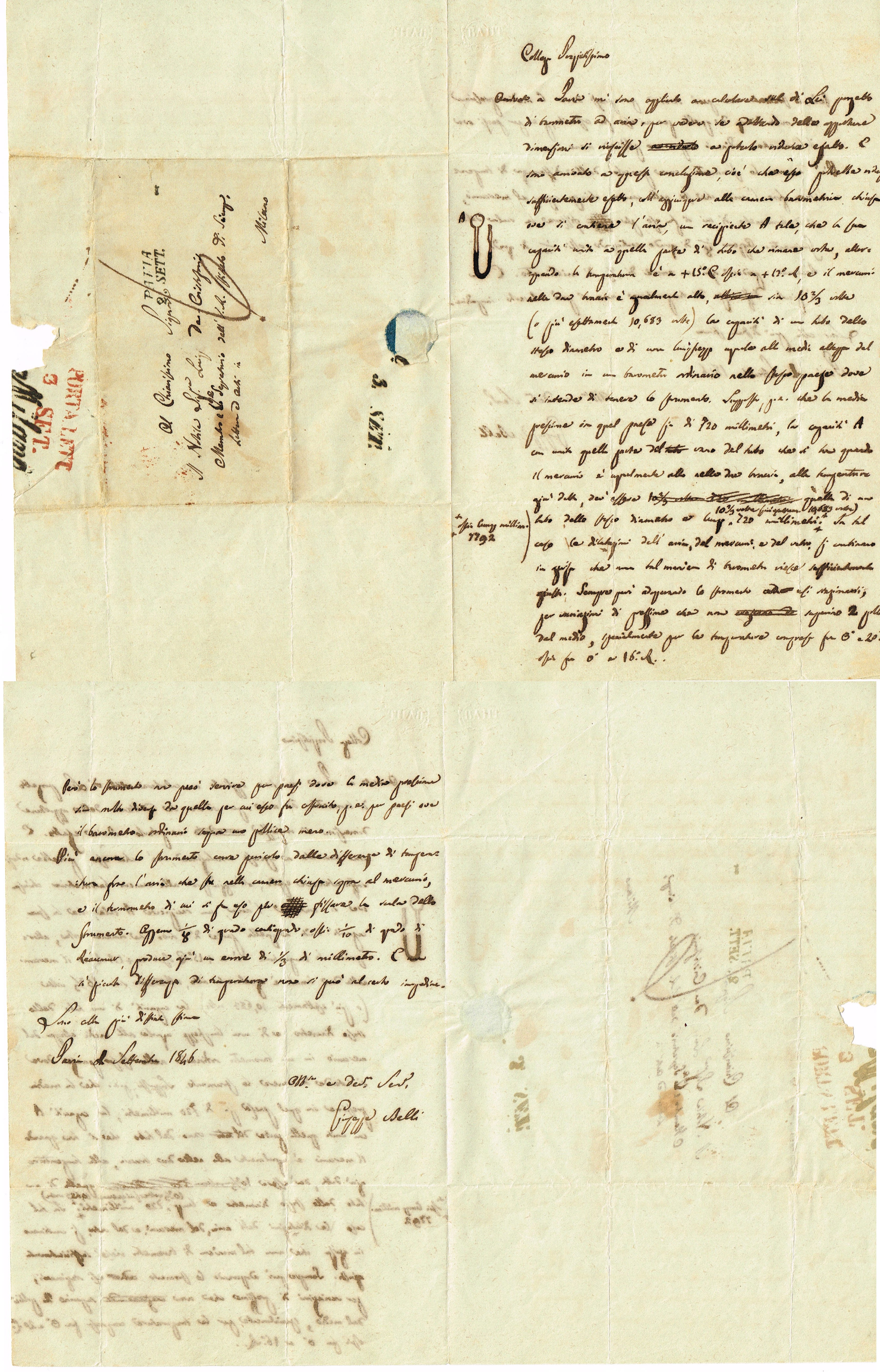
Lettera di Giuseppe Belli al collega Luigi de Cristoforis, datata 2 settembre 1846. L'autore è al tempo professore di fisica all'università di Pavia, e discute i problemi di un progetto di barometro ad aria di de Cristoforis, e come migliorarne la precisione.

- Corso elementare di fisica sperimentale, vol. 1, Milano, Società tipografica de' classici italiani, 1830.
- Corso elementare di fisica sperimentale, vol. 2, Milano, Società tipografica de' classici italiani, 1831.
- Corso elementare di fisica sperimentale, vol. 3, Milano, Società tipografica de' classici italiani, 1838.
- Corso elementare di fisica sperimentale, vol. 4, Milano, Società tipografica de' classici italiani, 1838.
- Pensieri sulla consistenza e sulla densità della crosta solida terrestre e su alcuni fenomeni che vi hanno relazione, Milano, Bernardoni, 1856.